# Ernst Sigismund von Anger
Ernst Sigismund von Anger auch Ernst Sigismund von Angerer (* 1723; † 18. März 1788 in Mohsau im Kreis Züllichau) war ein preußischer Landrat und Gutsbesitzer.

## Leben

### Familie
Ernst Sigismund von Anger war der Sohn von Philipp August von Anger († um 1731), Erbherr von Grentzin in Pommern und dessen Ehefrau Hedwig Dorothea, geb. von Tschammer. Er selbst war mit Sophie Charlotte (geb. von Loeben) verheiratet; gemeinsam hatten sie vier Kinder.

### Werdegang
Ernst Sigismund von Anger trat bereits früh in den Militärdienst und war königlich-ungarischer Kapitän, bevor er seit dem Ersten Schlesischen Krieg als preußischer Leutnant im späteren Füsilier-Regiment von Gabelentz diente. 
Nachdem er seinen Abschied genommen hatte, war er erst Erbherr des pommerschen Roloffshagen sowie seit 1755 von Mohsau und wurde zum Kreisdeputierten gewählt. Er wurde im Juli 1783 als Landrat im Kreis Züllichau Nachfolger des umgesetzten Ludolph Wilhelm von Luck (1742–1820); er absolvierte aus Altersgründen das große Examen nicht in Berlin, sondern wurde am 31. Juli 1783 durch den Direktor der Kriegs- und Domänenkammer in Küstrin, Jakob Ludwig von Grape, geprüft, der ihn darauf am 9. August 1783 zum Landrat bestellte.
Nach Absprache mit Herrn von Grape und George Samuel Wilhelm von Gersdorff-Kay (1744–1810), zeitweise neumärkischer Hauptritterschaftsdirektor des Kur- und Neumärkischen Ritterschaftlichen Kreditinstituts, trat er sein Amt als Landrat mit königlicher Billigung an von Gersdorff ab, dafür konnte er auf Lebenszeit das mit dem Posten verbundene Gehalt behalten.